# Cheval du Delta
Le cheval du Delta (italien : Cavallo del Delta) est une race chevaline originaire de la plaine du Pô, au niveau du delta du fleuve Pô en Italie. Importé dans ce biotope au début des années 1970, il est considéré comme la branche italienne du cheval Camargue, sa morphologie et ses aptitudes étant similaires. 

## Histoire
Le cheval du Delta n'est pas originaire d'Italie, puisqu'il s'agit d'une race « localement adaptée ». Elle dérive en effet du cheval Camargue, présent en France dans la région du même nom, dans le delta du Rhône. Elle doit son nom à sa région d'acclimatation, le delta du fleuve Pô. Ces chevaux sont introduits dans le parc du delta du Pô, en Italie, au début des années 1970. Depuis, la race s'y est stabilisée.

## Description
C'est un petit cheval de selle de type mesomorphe. La taille moyenne va de 1,35 m à 1,48 m. La tête est carrée sans être massive, avec un front large et un profil rectiligne ou camus. L'encolure, bien attachée, est de longueur moyenne. Le garrot est moyennement sorti. La croupe est musclée et légèrement inclinée.
La robe est grise.
Ces chevaux sont réputés agiles, vifs et courageux.

## Utilisations

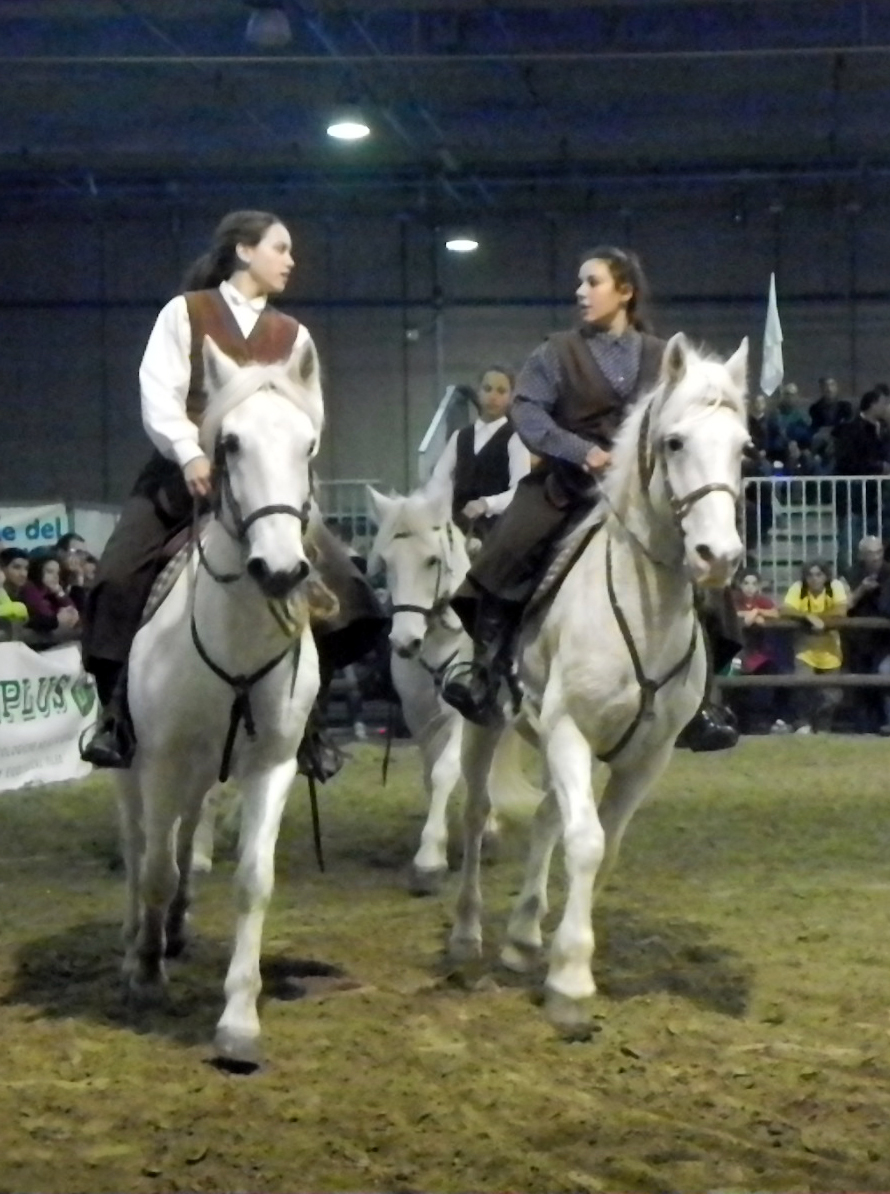
Chevaux du Delta montés à la Fieracavalli 2014

Le cheval du Delta est employé sous la selle pour l'agrotourisme et en équitation sportive, ou mis à la traction légère. Des excursions touristiques sont organisées pour permettre d'observer les chevaux en liberté, ou de les monter. Les chevaux du Delta attirent des hérons garde-bœufs, ce qui permet des prises de photographies pour les ornithologues.

## Diffusion de l'élevage
L'étude menée par l'Université d'Uppsala et publiée en août 2010 pour l'Organisation des Nations unies pour l'alimentation et l'agriculture (FAO) signale le Delta comme une race locale européenne en danger critique d'extinction. La base de données DAD-IS considère aussi que la race est rare. En 2013, la population recensée est de 177 individus.